# Madridi védjegylajstromozási rendszer

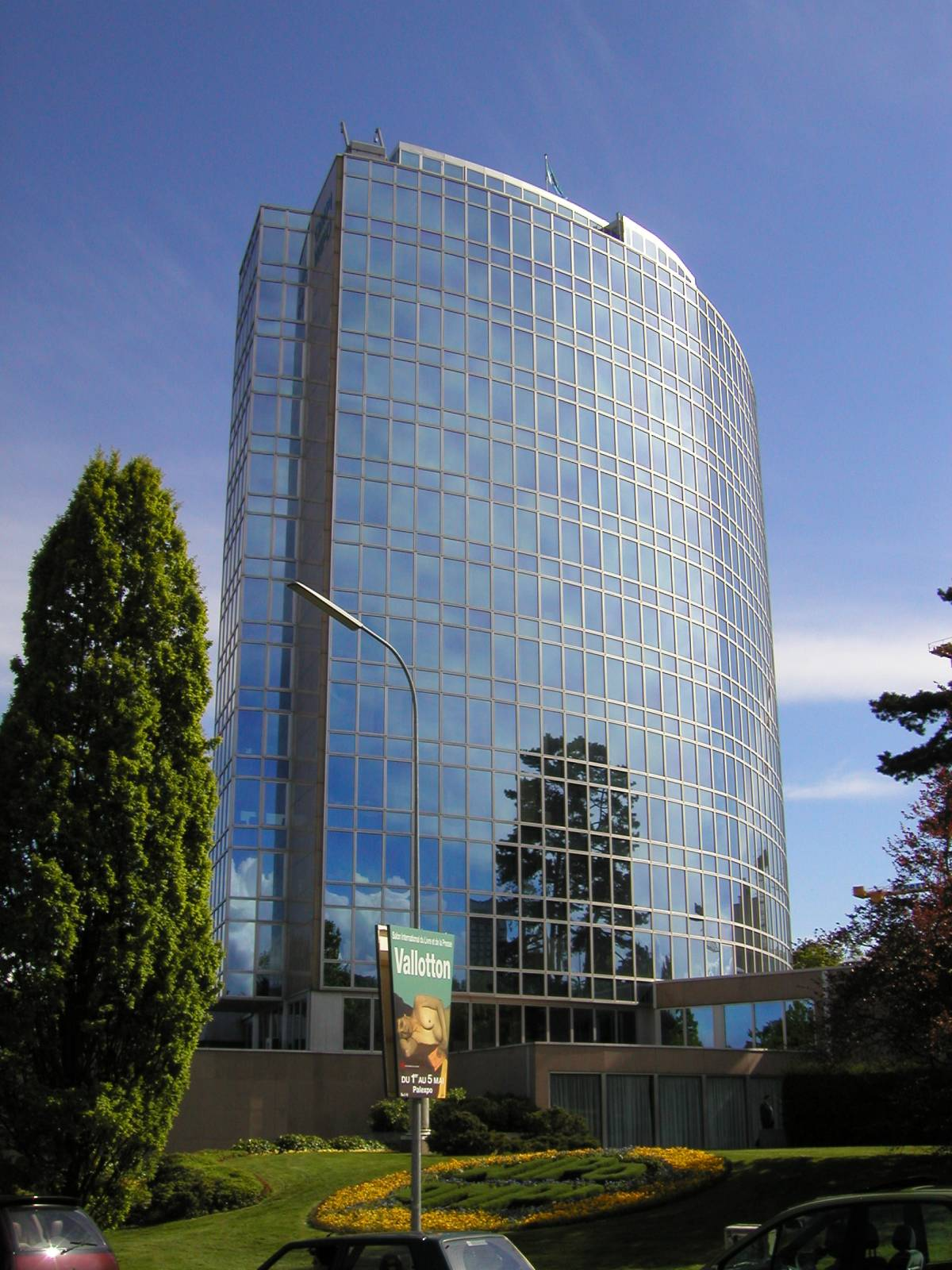
A Szellemi Tulajdon Világszervezetének genfi székhelye, az Arpad Bogsch Building

A madridi védjegylajstromozási rendszer (röviden: madridi rendszer) a védjegyek nemzetközi lajstromozásra vonatkozó  két nemzetközi egyezményt foglal magában. Egyetemes jellegű;  ez idő szerint a védjegyoltalom területén az egyetlen nemzetközi lajstromozási rendszer. Az ENSZ szakosított intézménye, a Szellemi Tulajdon Világszervezete működteti, genfi Nemzetközi Irodája útján.
Trinidad és Tobago 2021. január 12-i hatállyal csatlakozott a madridi védjegylajstromozási rendszerhez, 107. tagállamként. 

## A nemzeti, nemzetközi és regionális védjegyjogok együttélése
A nemzetközi védjegyoltalom azért jött létre, hogy egyszerűsítse, gyorsítsa és olcsóbbá tegye a védjegyjogosultak számára külföldön védjegyoltalom szerzését.
Az egyes országok nemzeti védjegyoltalmai mellett egyes országcsoportokra (pl. Benelux) avagy egyes régiókra kiterjedő (pl. az Európai Közösség) védjegyoltalom nem zárja ki, hogy ezen országok közül néhányra vagy akár valamennyi országra illetve regionális szervezetre kiterjedjen az ü.n. nemzetközi védjegyoltalom.

## A Madridi rendszer elemei
- az 1891. évi április hó 14-én kelt, a védjegyek nemzetközi lajstromozásáról szóló Madridi Megállapodás[2]
- valamint ehhez a Megállapodáshoz kapcsolódó, 1989. évi június hó 27-én kelt Madridi Jegyzőkönyv.[3]

E két egyezménynek közös végrehajtási szabályzata van 2002 óta. A Közös Végrehajtási Szabályzat is jogszabály. A magyar védjegytörvény szerint „Ahol e törvény a Megállapodás, illetve a Jegyzőkönyv alkalmazására utal, azon a Megállapodáshoz és a Jegyzőkönyvhöz kapcsolódó Közös Végrehajtási Szabályzat alkalmazását is érteni kell.”
A Megállapodásban és a Jegyzőkönyvben részes felek valamennyien a tagjai a saját költségvetéssel és közgyűléssel rendelkező Madridi Uniónak.
Algériának a Jegyzőkönyvhöz történt 2015. októberi 31-i hatályú csatlakozása következtében nincs többé olyan állam, amely csak a Megállapodásnak lenne tagja. Most már a Madridi rendszer valamennyi tagállama (és egyéb szerződő felei) tagjai a Jegyzőkönyvnek, ezért ezentúl valamennyi nemzetközi védjegybejelentésre  a Jegyzőkönyv szabályai az irányadók. A  Megállapodás elvesztette gyakorlati jelentőségét.

## Magyarország és a madridi rendszer
Magyarország 1909 óta részese a Megállapodásnak, amelynek legutóbbi, stockholmi szövegét az 1973. évi 29. tvr. hirdette ki. A Madridi Jegyzőkönyvhöz Magyarország 1997-ben csatlakozott - 18/1997. (III. 19.) OGY határozat és a 93/2003. (IX. 23.) OGY határozat -, szövegét az 1999. évi LXXXIII. törvény hirdette ki.
A magyar  védjegytörvénynek a 2003. évi CII. törvénnyel, 2004. május 1-jével   bevezetett illeszkedési szabályai (X/B. és X/C. fejezet) rendezik a magyar védjegytörvénynek a madridi rendszer szabályaival összhangban való alkalmazásának követelményeit.

## A nemzetközi védjegyeljárások
A nemzetközi védjegyeljárás a nemzetközi védjegybejelentéseknek a Madridi rendszerben a Szellemi Tulajdon Világszervezetének genfi Nemzetközi Irodájához való benyújtását, a Nemzetközi Iroda által történő lajstromozását illetve a Madridi rendszer egyes tagállamai által való elismerését vagy elutasítását magában foglaló eljárás.
Nemzetközi védjegybejelentést a bejelentő kizárólag saját nemzeti hivatala (ún. származási hivatal) útján tehet a Szellemi Tulajdon Világszervezete Nemzetközi Irodájánál. A bejelentés a származási országban lajstromozott ún. nemzeti védjegyre vagy folyamatban levő  ún. nemzeti védjegybejelentésre alapítható – ennek hiányában a származási hivatal nem továbbítja a bejelentést a Nemzetközi Irodához. A nemzeti védjegy illetve védjegybejelentés adatait a Nemzetközi Iroda számára a származási hivatal igazolja hitelesen, a védjegybejelentés továbbításakor.

## A Nemzetközi Iroda
Az ENSZ szakosított intézménye, a Szellemi Tulajdon Világszervezete (magyarul is használt angol rövidítésével: WIPO) a szellemi tulajdon területén számos nemzetközi egyezményt gondoz, illetve ezek végrehajtásában közreműködik.
A Madridi rendszer működtetésében nélkülözhetetlen szerepet játszik  a Szellemi Tulajdon Világszervezetének  Nemzetközi Irodája (röviden ’’Nemzetközi Iroda”). Székhelye Genf.
A Madridi rendszer sajátossága, hogy a védjegyek nemzetközi lajstromozása folyamatos munkamegosztást és együttműködést feltételez és igényel a  genfi Nemzetközi Iroda és a tagállamok nemzeti hatóságai, illetve a regionális intézmények (mint pl. az EUIPO között.
A munkamegosztás és az  együttműködés a Nemzetközi Iroda és a nemzeti illetve regionális hivatalok között  folyamatos a nemzetközi védjegybejelentések benyújtásától a lajstromozáson vagy elutasításon át egészen a nemzetközi védjegy oltalmának megszűnéséig. 
Bizony kérdésekben a Nemzetközi Irodának kizárólagos hatásköre van
A nemzetközi lajstrom vezetésén túl ide tartozik, hogy 
- a Nemzetközi Iroda megküldi a hivataloknak azokat a – módosításokra vonatkozó – értesítéseket, amelyeket a bejelentő, a származási hivatal, vagy valamelyik érdekelt hivatal kezdeményezésére jegyez fel és tesz közzé,
- a  változásokat közzéteszi a hivatalos lapjában (Gazzette)
- a nemzetközi szabályok által megállapított körben elvégzi a nemzetközi védjegybejelentések alaki vizsgálatát, továbbá ellenőrzi a benyújtott védjegybejelentések árujegyzékeit.

Ugyanakkor a  Nemzetközi Iroda sohasem végez érdemi vizsgálatot (sem feltétlen, sem viszonylagos lajstromozást gátló okok tekintetében). A Nemzetközi Iroda nem „felettes” vagy „ellenőrző” szerve a nemzeti hivataloknak, ugyanakkor ellenőrzi azt, hogy e hivatalok által a Nemzetközi Irodával közölt tények, illetve a közlés alakiságai megfelelnek-e a nemzetközi szabályoknak, különösen a Madridi Megállapodás és a Madridi Jegyzőkönyv közös végrehajtási szabályzatában foglaltaknak. A Nemzetközi Iroda elvégzi a nemzetközi védjegybejelentés alaki vizsgálatát, amelynek alapján a bejelentést lajstromozza vagy elutasítja. 
A Nemzetközi Iroda továbbá sohasem vesz részt védjegyekkel kapcsolatos jogviták rendezésében illetve nem ad szakvéleményt ezek rendezéséhez. Feladata a nemzetközi lajstrom vezetésére korlátozódik. .
A nemzeti (illetve regionális) hivatalok kizárólag jogosultak arra, hogy elvégezzék
- a nemzetközi védjegybejelentésre vonatkozó továbbítási kérelem vizsgálatát;  a nemzetközi bejelentésnek a Nemzetközi Irodához való továbbítására kizárólag a nemzeti hivatal illetve adott esetben az EUIPO  jogosult;
- a nemzetközi lajstromozás után történhet meg a nemzetközi lajstromozás  érdemi vizsgálata mindazon államoknál, illetve regionális szervezetnél, amelyekre a lajstromozás területi hatálya kiterjed.  Ezek a hivatalok jogosultak arra, hogy a  lajstromozás oltalmát – saját illetékességi területük vonatkozásában -  egészben vagy részlegesen elismerjék illetve elutasítsák.
- a megjelölt országok nemzeti hivatalai jogosultak  arra, hogy saját nemzeti joguk alapján vizsgáljanak egyes alaki illetve érdemi feltételeket (a védjegybejelentés viszonylagos lajstromozást gátló okai, szerződések és jognyilatkozatok, együttes védjegynél az előírt szabályzat stb.

A Madridi Jegyzőkönyv, a közös végrehajtási utasítás, valamint az adminisztratív utasítások feljogosítják az ügyfeleket, hogy többféle változásnak a nemzetközi  lajstromba való bejegyzését (tudomásulvételét) közvetlenül, - saját nemzeti hivataluk közbejötte nélkül - kérhessék a Nemzetközi Irodától.

## A nemzetközi védjegylajstrom
A Nemzetközi Iroda a nemzetközi védjegyekről nyilvántartást vezet.  A nemzetközi lajstrom tartalmazza a Madridi rendszer keretében bejelentett védjegyeket, az ezekkel kapcsolatos tényeket és körülményeket. 
A nemzetközi védjegylajstrom nem tartalmazza a szerződő államokban illetve szerződő feleknél lajstromozott ún. nemzeti védjegyeket.  
Európai uniós védjegyoltalom szerzésére irányuló bejelentés nemcsak közvetlenül az EUIPO-nál tehető meg európai uniós védjegybejelentésként, hanem a Nemzetközi Iroda útján tett, nemzetközi védjegybejelentés útján is, amennyiben a bejelentésben az EU-t szerződő félként megjelölik (ún. Európai  Közösségre kiterjedő hatályú  nemzetközi védjegybejelentés).  Európai uniós természetük mellett az Európai  Közösségre kiterjedő hatályú  nemzetközi  védjegyek is szerepelnek a genfi Nemzetközi Iroda által vezetett nemzetközi védjegylajstromban.
A  nemzetközi lajstromot kizárólag a Nemzetközi Iroda vezeti;  az abban nem rögzíthető tényekről és körülményekről. Ha ezt a nemzeti jog előírja, mint pl. Magyarországon, akkor   a nemzeti hivatal (az SZTNH) kiegészítő lajstromot vezet.

## A védjegyfüggőség és a központi megtámadás
" A madridi rendszer csak olyan nemzetközi lajstromozást tesz lehetővé, amely a megjelölésnek a származási országban való bejelentésén vagy védjegyként való lajstromozásán alapul. A lajstromozott nemzetközi védjegy oltalma a nemzetközi lajstromozástól számított 5 éven belül függ a nemzeti védjegy/bejelentés sorsától, így az oltalom korlátozása vagy megszűnése közvetlenül kihat a lajstromozott nemzetközi védjegy, mint egész oltalmára (védjegyfüggőség).
Az ezen időszak alatt indult, a nemzetközi lajstromozás alapját képező a származási országbeli védjegybejelentés, vagy lajstromozott védjegy oltalmának megszüntetésére indított eljárás a központi megtámadás. A nemzeti védjegybejelentés részben vagy egészében történő jogerős elutasítása esetén, magyar nemzeti védjegybejelentés esetén erről a tényről a Szellemi Tulajdon Nemzeti Hivatala értesíti a Nemzetközi Irodát, amennyiben a nemzetközi védjegy bejelentésének napjától még nem telt el 5 év.
Egy másik eset az, amikor a nemzetközi védjegy alapjául szolgáló nemzeti védjegy oltalma a nemzetközi védjegybejelentés napjától számított 5 éven belül részben vagy egészben megszűnik - ekkor ugyanis a nemzetközi védjegy oltalma is megszűnik részben vagy egészben. Ha magyarországi nemzeti védjegy oltalmán alapszik a nemzetközi védjegy, akkor a magyar nemzeti védjegy oltalmának megszűnéséről az SZTNH értesíti a  Nemzetközi Irodát.

## A nemzetközi védjegybejelentések statisztikái
A nemzetközi védjegybejelentések statisztikáit a Nemzetközi Iroda vezeti.

### 2017-es adatok
2017-ben a nemzetközi védjegybejelentések közül 7884 származott Amerikai Egyesült Államok-beli bejelentőtől. Szorosan utána következnek a németországi bejelentők (7316), majd Kína(5,230), Franciaország (4261) és az Egyesült Királyság (3.292).
A bejelentések számának növekedése Kína tekintetében a leggyorsabb (+36,3%), majd  Oroszország (+23,9%) következik. E két államból érkező  bejelentések száma már második éve kétszámjegyű. Gyorsan növekszik a bejelentések  a Koreai Köztársaság (+9,8%) és az Egyesült Királyság (+9,3%) is. A legnagyobb csökkenés a bejelentések számában az alábbi országok tekintetében tapasztalható: Ausztria (-4,9%), Olaszország (-6,6%) és Hollandia (-5,8%).
A védjegybejelentők közül a legtöbb bejelentést a francia L’Oréal cég nyújtotta be, majd a magyar Richter Gedeon Nyrt. következik 117 bejelentéssel.(Ezzel szemben a Richter cég 2016-ban csak 11 nemzetközi védjegybejelentést nyújtott be.)

## A Brexit hatása az Európai Uniót megjelölő nemzetközi védjegyekre, illetve védjegybejelentésekre
Miután 2020. januárjában megállapodás    született az Egyesült Királyságnak az Európai Unióból történő kilépéséről, egy átmeneti időszak vette kezdetét, amely 2020. február 1-jén lépett életbe és az átmeneti időszak végéig, 2020. december 31-ig tart (a továbbiakban röviden: átmeneti időszak).
A Szellemi Tulajdon Világszervezete (WIPO) Nemzetközi Irodája tájékoztatót adott ki, amely szerint az Európai Uniót megjelölő nemzetközi védjegybejelentések – beleértve az átmeneti időszak alatt történő területkiterjesztéseket is – az átmeneti időszak alatt továbbra is hatályban maradnak az Egyesült Királyságban. Az Egyesült Királyság állampolgárai, továbbá azok, akiknek lakóhelye, vagy valóságos és működő ipari vagy kereskedelmi telephelye az Egyesült Királyság területén található, valamint azok, akik az Európai Unió Szellemi Tulajdoni Hivatalánál (EUIPO) nemzetközi védjegybejelentést nyújtottak be, vagy lajstromozott nemzetközi védjegy jogosultjai, az átmeneti időszakban  továbbra is tehetnek nemzetközi védjegybejelentést az EUIPO, mint származási hivatal útján.